# Ramon Leeuwin
Ramon Leeuwin (* 1. September 1987 in Amsterdam) ist ein surinamisch-niederländischer Fußballspieler.

## Werdegang
Ramon Leeuwin wurde in Amsterdam geboren und begann in der Jugend des FC Omniworld, heute Almere City FC, mit dem Fußballspielen. Sein Profidebüt in der niederländischen Eredivisie machte er in der Saison 2006/07 für den FC Utrecht. Nachdem er in dieser Saison jedoch insgesamt nur zwei Einsätze hatte, wechselte er 2008 zu AGOVV Apeldoorn, für den er in den folgenden Jahren regelmäßig in der Eersten Divisie auflief. Dabei erzielte er auch seine ersten Ligatore. Von 2010 bis 2013 spielte Leeuwin bei ADO Den Haag und kehrte damit in die Eredivisie zurück. Nachdem sein auslaufender Vertrag bei Den Haag nicht mehr verlängert worden war, spielte er im Anschluss daran für eine Saison beim SC Cambuur.
Seit Sommer 2014 spielt Leeuwin schließlich wieder für den FC Utrecht.
Im Finale des KNVB-Pokals 2015/16 gegen Feyenoord Rotterdam erzielte Leeuwin in der 51. Minute den zwischenzeitlichen 1:1-Ausgleich, jedoch wurde das Spiel durch ein späteres Eigentor von Torwart Filip Bednarek am Ende noch mit 1:2 verloren.